# IZombie
iZombie és una sèrie de televisió estatunidenca de ciència-ficció i drama, creada per Rob Thomas i Diane Ruggeiro per a The CW, basada en el còmic del mateix nom publicat a DC Comics. És protagonitzada per Rose McIver, Malcolm Goodwin, Robert Buckley i David Anders. Va estrenar-se el 17 de març de 2015.
El 6 de maig de 2015, The CW va anunciar la renovació de la sèrie per una segona temporada, que va ser estrenada el 6 d'octubre d'aquell mateix any. La cinquena i darrera temporada es va emetre en 2019.

## Argument
Olivia "Liv" Moore, resident de Seattle, es converteix en zombi mentre assistia a una festa en vaixell. Abandona la seva carrera i se separa del seu promès, per decepció i desconcert de la seva família. Descobreix que si no satisfà periòdicament la seva nova gana de cervell, comença a convertir-se en un zombi estereotipat, estúpid i homicida. En lloc d'alimentar-se matant persones innocents, Liv decideix fer un treball a la morga del Comtat de King (Washington) i menjar el cervell dels cadàvers que ella autòpsia. El seu cap, el doctor Ravi Chakrabarti, descobreix el seu secret i es converteix en l'amic i confident de Liv i, com a científic, està intrigat per la seva condició. Liv s'assabenta que cada vegada que menja el cervell d'una persona morta, hereta temporalment alguns dels seus trets i habilitats de la seva personalitat i experimenta retocs de la vida d'aquesta persona.

## Repartiment
| Actor           | Personatge               | Temporades | Temporades | Temporades | Temporades | Temporades |
| Actor           | Personatge               | 1          | 2          | 3          | 4          | 5          |
| --------------- | ------------------------ | ---------- | ---------- | ---------- | ---------- | ---------- |
| Rose McIver     | Olivia «Liv» Moore       | Principal  | Principal  | Principal  | Principal  | Principal  |
| Malcolm Goodwin | Clive Babineaux          | Principal  | Principal  | Principal  | Principal  | Principal  |
| Rahul Kohli     | Ravi Chakrabarti         | Principal  | Principal  | Principal  | Principal  | Principal  |
| Robert Buckley  | Major Lilywhite          | Principal  | Principal  | Principal  | Principal  | Principal  |
| David Anders    | Blaine DeBeers           | Principal  | Principal  | Principal  | Principal  | Principal  |
| Aly Michalka    | Peyton Charles           | Recurrent  | Recurrent  | Principal  | Principal  | Principal  |
| Robert Knepper  | Angus DeBeers            |            | Recurrent  | Recurrent  | Principal  |            |
| Bryce Hodgson   | Donald «Don E.» Eberhard |            | Recurrent  | Recurrent  | Recurrent  | Principal  |

## Temporades
| Temporada | Temporada | Episodis | Emissió original     | Emissió original   |
| Temporada | Temporada | Episodis | Primera emissió      | Última emissió     |
| --------- | --------- | -------- | -------------------- | ------------------ |
|           | 1         | 13       | 17 de març de 2015   | 9 juny de 2015     |
|           | 2         | 19       | 6 d'octubre de 2015  | 12 d'abril de 2016 |
|           | 3         | 13       | 4 d'abril de 2017    | 27 de juny de 2017 |
|           | 4         | 13       | 26 de febrer de 2018 | 28 de maig de 2018 |
|           | 5         | 13       | 2 de maig de 2019    | 1 d'agost de 2019  |

## Recepció

### Recepció de la crítica
A la pàgina web Rotten Tomatoes, l'opinió de 53 crítics, dona, a la primera temporada de la sèrie, un 91% de aprovació i una nota de 7.65 sobre 10. A Metacritic, la amteixa temporada té una nota de 74 sobre 100, basada en 37 crítics; això indica "generalment crítiques favorables".
| Rotten Tomatoes | Rotten Tomatoes | Rotten Tomatoes | Rotten Tomatoes | Rotten Tomatoes |
| Nº temporada    | Nº temporada    | Aprovació       | Nota (sobre 10) | Nº de crítics   |
| --------------- | --------------- | --------------- | --------------- | --------------- |
|                 | Temporada 1     | 91%             | 7.65            | 53              |
|                 | Temporada 2     | 100%            | 8.39            | 14              |
|                 | Temporada 3     | 100%            | 8.56            | 10              |
|                 | Temporada 4     | 92%             | 8.13            | 12              |
|                 | Temporada 5     | 71%             | 7.0             | 7               |